# Pariolius armillatus
Pariolius armillatus es una especie de pez siluriforme de la familia Heptapteridae.

## Morfología
Los machos pueden llegar alcanzar los 3,2 cm de longitud total.

## Alimentación
Come principalmente larvas de tricópteros.

## Hábitat
Es un pez de agua dulce y de clima tropical.

## Distribución geográfica
Se encuentran en la zona alta de la cuenca del río Amazonas en Brasil y el Perú.